# Древний город Иераполис и источники Памуккале
Древний город Иераполис и источники Памуккале́ (тур. Pamukkale, в пер. — «хлопковый замок») — природный и культурный объект Всемирного наследия ЮНЕСКО общей площадью около 1077 га в провинции Денизли на юго-западе Турции. В него входят геотермальные источники Памуккале с температурой воды 36 °C, водоёмы-террасы, образовавшиеся из травертина, а также территория древнего города Иераполиса.

## Описание

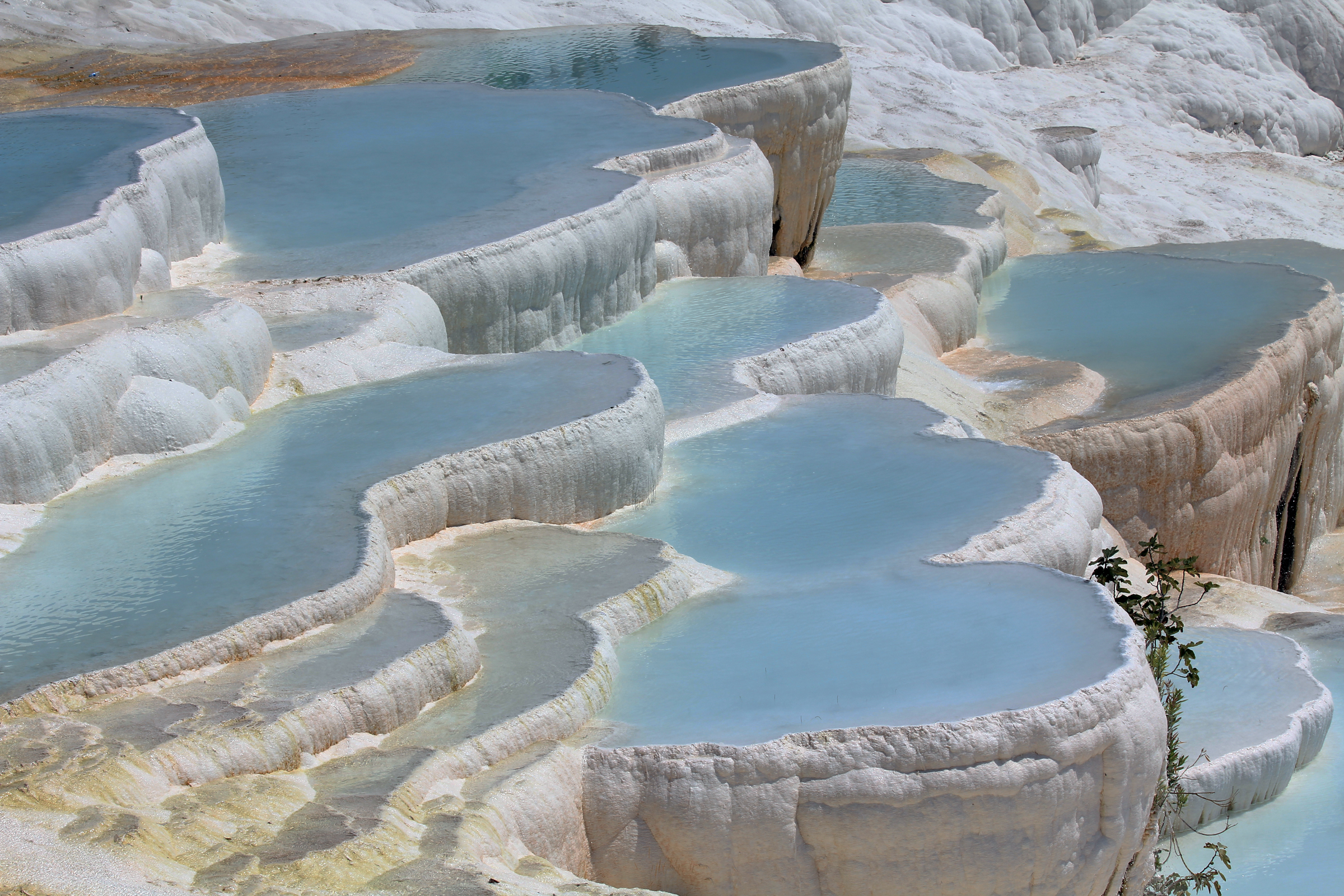
Травертиновые террасы

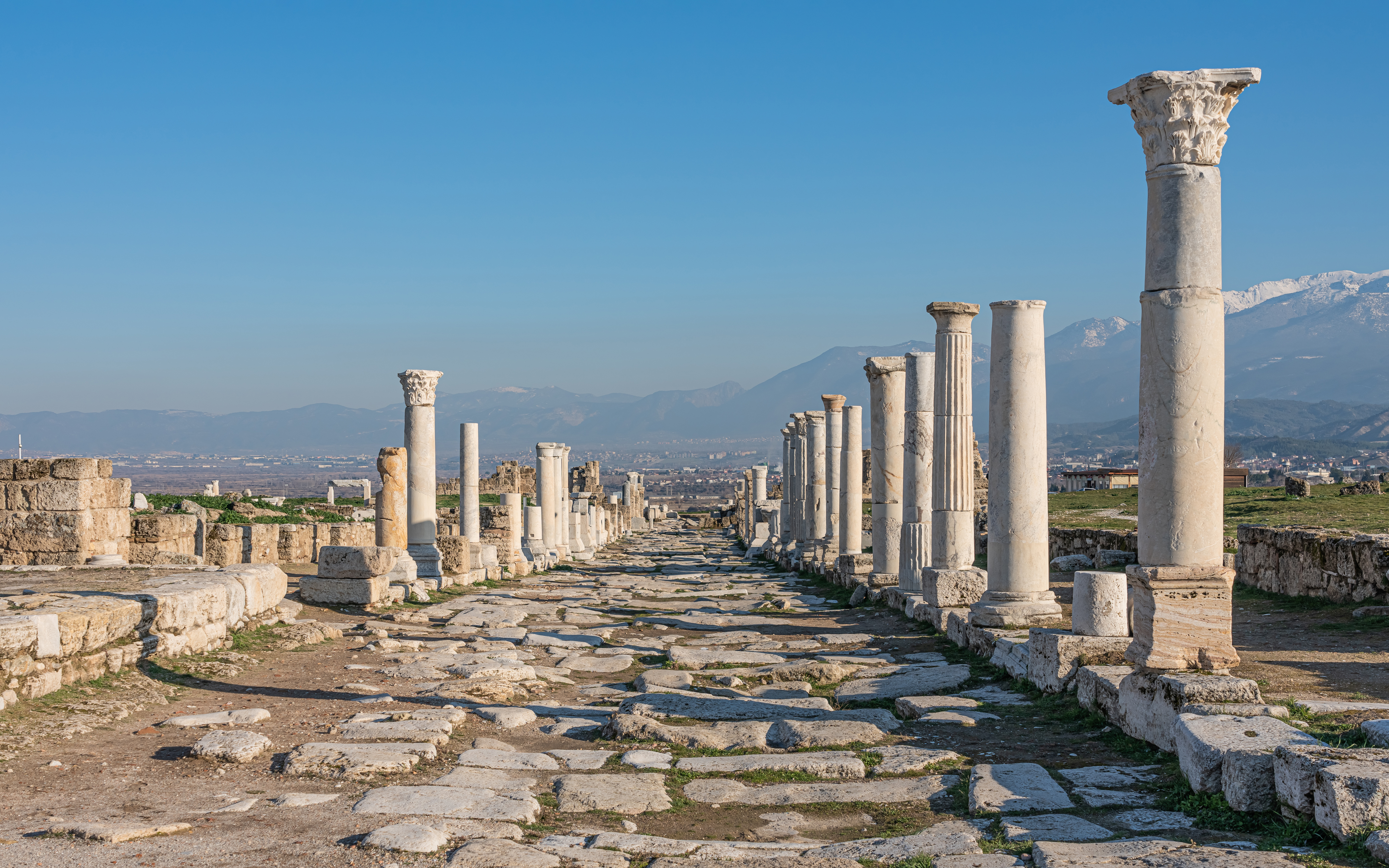

В том месте, где насыщенные кальцием термальные воды выходят на поверхность высокого холма высотой почти 200 м, сформировался удивительный ландшафт Памуккале (что означает «хлопковая крепость»), предстающий в виде целого каскада террасных ванн, украшенных белоснежными кальцитовыми сталактитами. В конце II в. до н. э. династия Атталидов, правителей Пергамского царства, основала курорт Иераполис. Здесь можно увидеть руины древних бань, храмов и других эллинистических памятников.
Древний город Иераполис и травертины Памуккале являются частями «Археологического комплекса Иераполиса» (тур. Pamukkale (Hierapolis) Örenyeri), доступ в который осуществляется по единому билету. Цена билета  30,00€ в 2024 году. Вход возможен либо через два главных входа, либо через пропускной пункт у подножия горы. Комплекс открыт для посещения с 8 до 20 часов.
На территории комплекса находятся также:
- «Археологический музей Иераполиса» (тур. Hierapolis Arkeoloji Müzesi)[3]. В 2024 году посещение музея входит в стоимость билета в «Археологический комплекс Иераполиса».
- «Античный бассейн Иераполиса» (тур. Hierapolis Antik Havuz) — бассейн, образовавшийся в результате землетрясения в 7 веке нашей эры. Минеральная вода бассейна полезна при болезнях сердца, атеросклерозе, гипертонии, рахите и т. д. Для посещения бассейна требуется приобрести дополнительный билет ценой 100 турецких лир (дети до 6 лет — бесплатно, с 7 до 12 лет — 13 лир).[4]

## Травертины
Хотя в самом регионе находится 17 источников с термальной водой температурой от 35 до 100 °C, белые травертины в Памуккале формируются осаждением кальция из воды одного источника с расходом воды в 466,21 литров в секунду, температурой 35,6 °C. Вода по регулируемому руслу вытекает на склон и спускается по склону с высоты 60-70 метров, постепенно осаждая карбонат кальция в виде мягкого геля в ходе химической реакции. Для формирования твердой породы необходимо не осуществлять перемешивание геля. Поэтому доступ на некоторые части горы для посетителей закрыт.

## Памуккале в культуре и искусстве
В Памуккале Андрей Кончаловский снимал Огигию для телефильма «Одиссея» (1997), там же снимался «Призрачный гонщик 2» (2012).

## Галерея

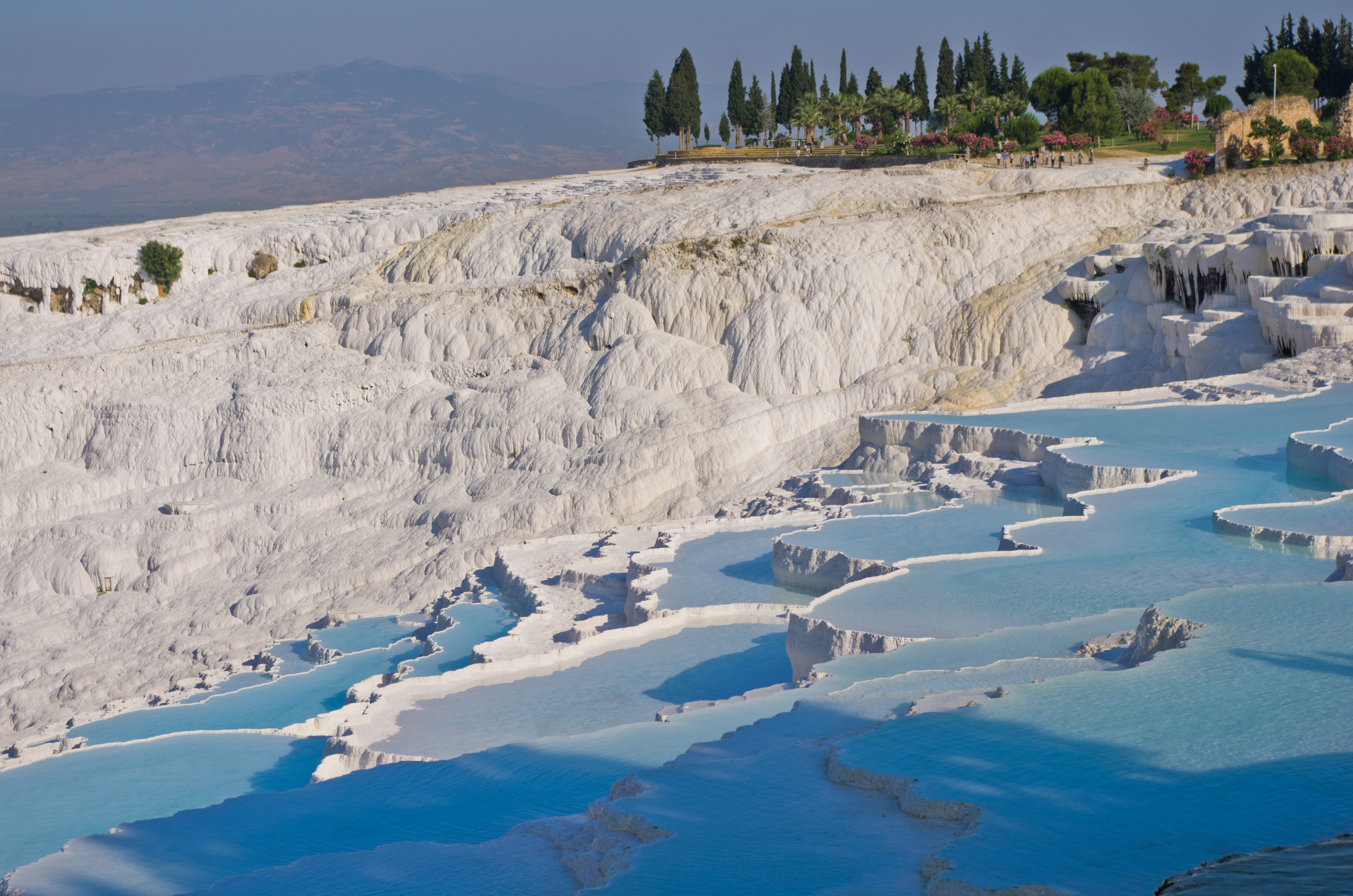
Бассейны Памуккале
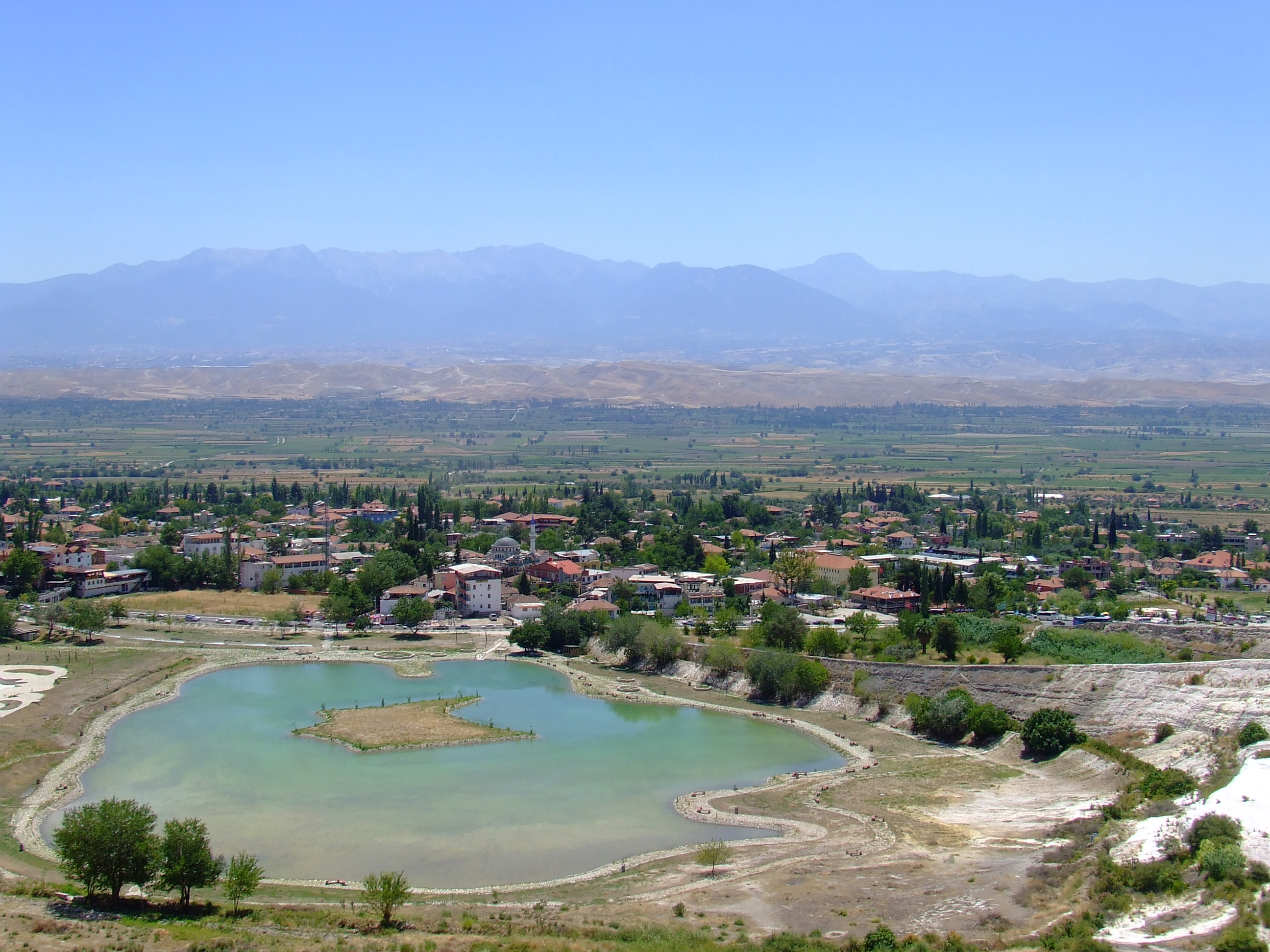
Современный город Памуккале, у подножия горячих источников
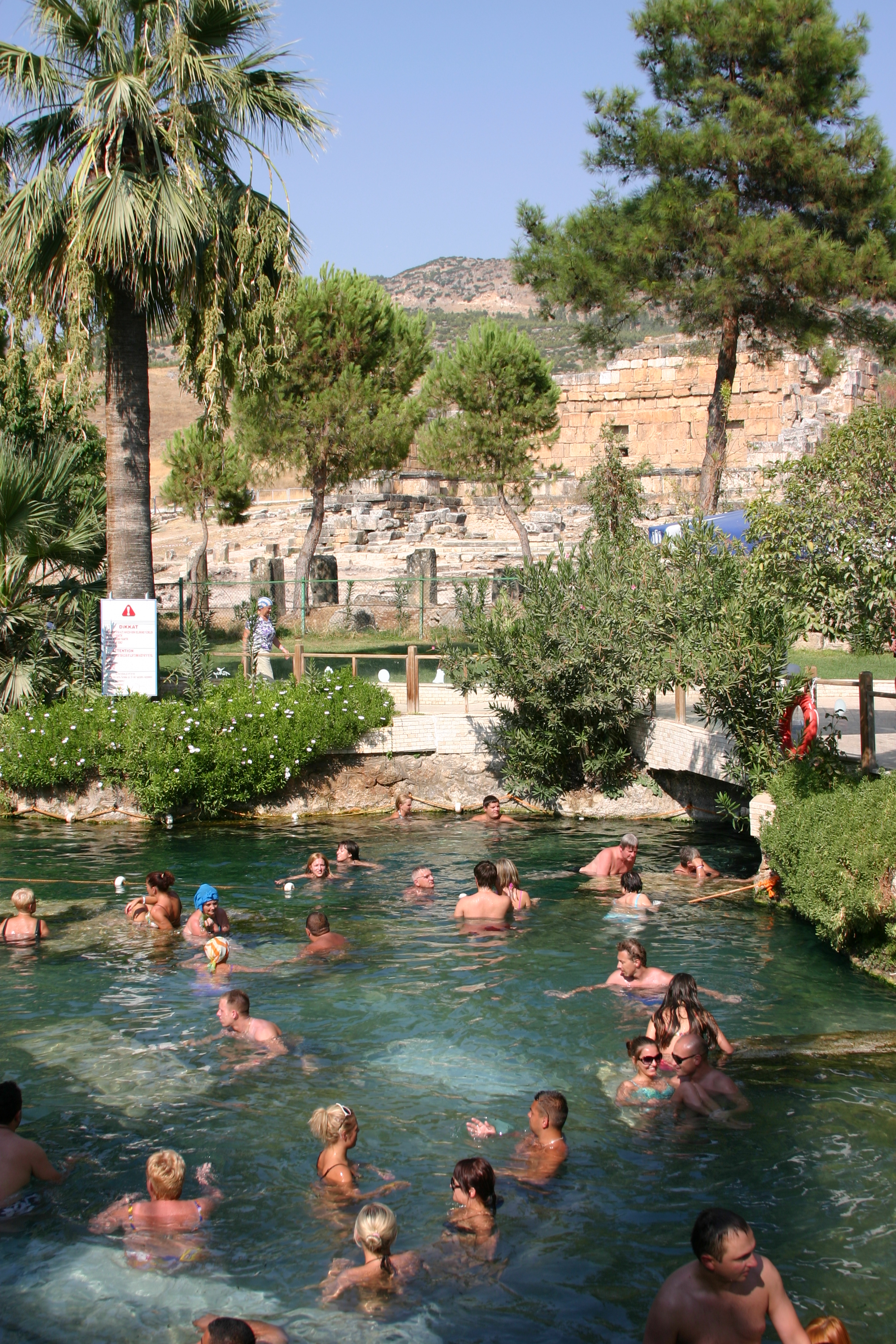
Античный бассейн Иераполиса
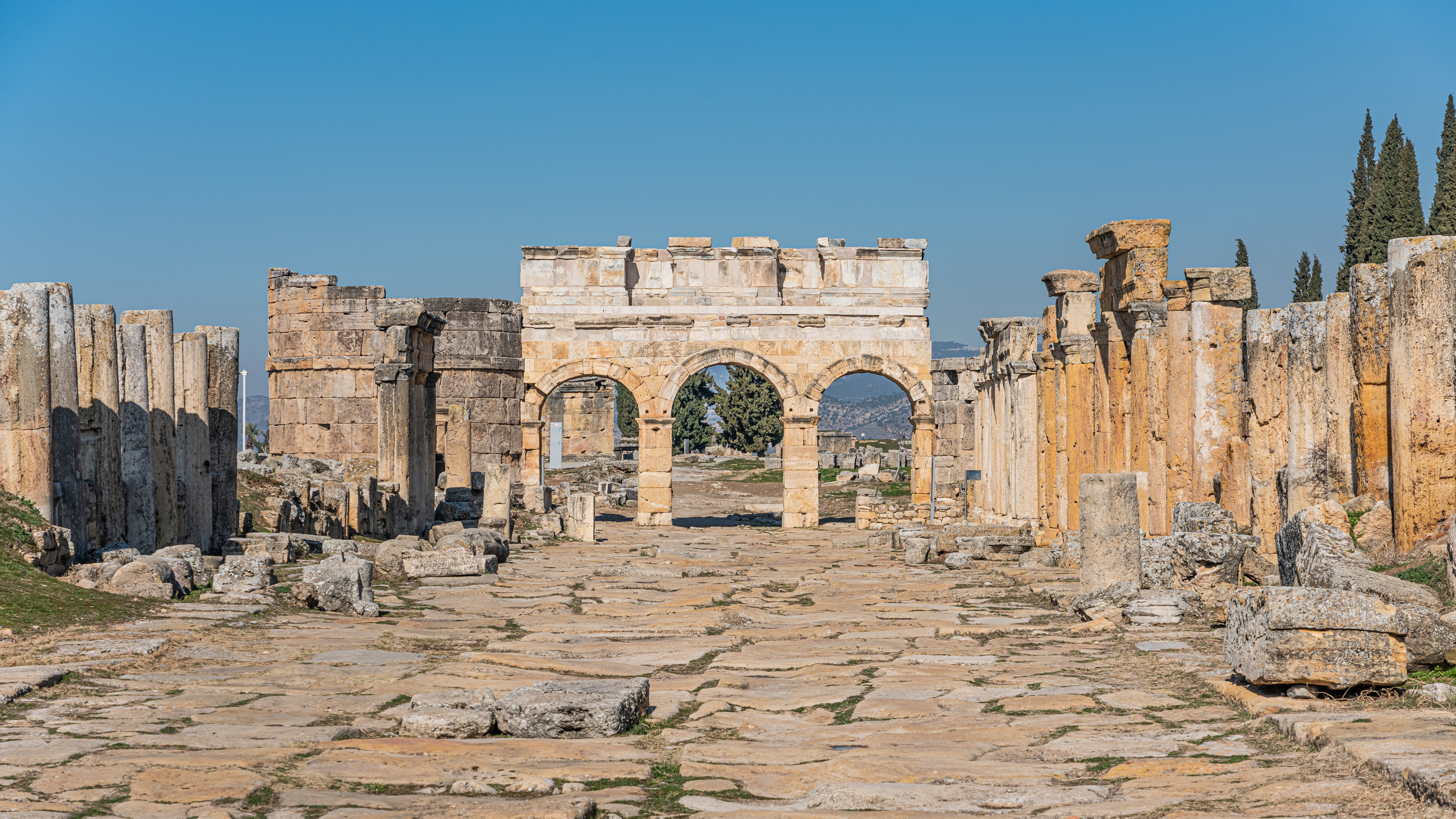
Древний город Иераполис